# Recinto amurallado de Fuente del Maestre
El Recinto amurallado de Fuente del Maestre es una edificación de carácter defensivo y sus orígenes se remontan al siglo XIII y rodea la población de Fuente del Maestre —Huenti el Maestri en extremeño—, municipio español, perteneciente a la provincia de Badajoz, en la comunidad autónoma de Extremadura. Está situado en la falda de la sierra de San Jorge, a 45 km de Mérida, 68 km de Badajoz, 17 km de Almendralejo y 14 km de Zafra, a ocho km de la Autovía de la Plata (A-66), por la salida 666, y a 5 km de la Nacional N-432, Badajoz-Granada.

## Historia
La población de Fuente del Maestre estuvo amurallada mediante una barrera hecha al estilo árabe, es decir, a base de tapial, cerco que se mantuvo después de ser reconquistado el pueblo e, incluso, se potenciaron estas defensas que se encuentran en buen estado de conservación en la actualidad. La villa estuvo muy vinculada a la Orden de Santiago desde muy antiguo y la estrecha vinculación hizo que el  Maestre de la Orden de Santiago  Lorenzo Suárez de Figueroa edificó en esta población un palacio que le servía de residencia y mejoró los muros de tapial de la cerca vieja. Todo ello tuvo lugar durante los últimos años del siglo XIV y los primeros del siglo XV.
Durante el siglo XVI también se llevaron a cabo una gran cantidad de obras de consolidación y mejora del recinto amurallado. En el siglo XVII el estado del recinto era bastante aceptable ya que en la visita que realizó a la población el «Obrero Mayor» el año 1635, indicó que el recinto estaba en buenas condiciones y no necesitaba ninguna reparación. Sin embargo, a partir de la segunda mitad del siglo XVIII se produjeron una gran cantidad de desperfectos y destrucciones de partes de murallas y puertas de acceso a la villa como ocurrió en otras ciudades amuralladas. Los muros fueron modificados debido a la expansión de la población, para habilitar nuevas viviendas que, en gran parte, usaban la muralla como muro maestro de ellas. Por la misma razón, las puertas de acceso fueron ampliadas, con la consiguiente destrucción de las anteriores, para permitir el paso de vehículos.

## La muralla
El primer recinto de Fuente del Maestre tenía planta ovalada y de ella solo quedan algunos lienzos que permiten dar una idea de la forma inicial del recinto. De estos restos se deduce una doble técnica constructiva: Una estaba hecha a base hiladas de sillarejo utilizando trozos de  pizarra para igualar las hiladas; la segunda era la de cimentación mediante mampostería y levantar los muros mediante tapial. Inicialmente el recinto era doble con un foso entre ellos que ha desaparecido y a principios del siglo XX todavía existían algunos puentecillos para cruzarlo. Las puertas han desaparecido en su totalidad y solo se conservan los nombres de ellas como son la «Puerta de Mérida o de la Villa», la «Puerta Nueva», la del «Postigo» y la de la «Parra».